# 齋藤先生
《齋藤先生》是一款由劳拉·鴫原开发的2023年冒险游戏。本作设定与《樂園》为相同的世界。

## 游戏玩法
玩家操控一名住院的上班族。住院期间，玩家将进入由一个男孩想象出的奇幻且现实的平行世界，并变成一只美洲驼外貌的蠕虫。游戏中除了奇怪的办公室生活外，还需在一个栖息着各种生物的洞穴中收集宝石。玩家需通过完成各种谜题来达到目的。

## 开发
《齋藤先生》于2023年3月23日发布Linux、macOS和Windows游戏版本。本作包含在同日发布的《樂園》豪华版中。

## 评价
PC Gamer称其与《樂園》相比是“一次小小的体验”，但也表示它具有“充满深情的苦乐参半”。RPGFan称“充满感情和深意”，但认为没有足够有趣的玩法值得推荐。Rock, Paper, Shotgun则称其为“一款精彩而简短的RPG”，讽刺日本的工作生活，并将其列为他们在2023年7月最喜爱的游戏之一。NintendoWorldReport表示进行Switch版的《樂園》豪华版时，两款游戏都“提供令人愉快的体验”。